# Иоганн V (граф Нассау-Дилленбурга)
Иоганн V Нассауский (нидерл. Jan V van Nassau, нем. Johann V von Nassau; 9 ноября 1455, Бреда — 30 июля 1516) — статхаудер Гельдерна и Зютфена, граф Нассау и Виандена.

## Биография
Иоганн V был в 1504 и 1505 годах статхаудером герцогств Гельдерн и Зютфен.
В 1482 году Иоганн V женился на Елизавете Гессен-Марбургской, дочери ландграфа Генриха III Гессен-Марбургского. У них было 6 детей:
- Генрих (1483—1538)
- Иоганн (граф Нассау-Виандена) (1484—1504)
- Эрнст (1486)
- Вильгельм I (граф Нассау-Дилленбурга) (1487—1559), отец Вильгельма I Оранского.
- Елизавета (1488—1559)
- Мария Нассауская (1491—1547)